# Der große Coup (1919)
Der große Coup ist ein deutscher Sensations- und Abenteuerstummfilm von und mit Harry Piel aus dem Jahre 1919.

## Handlung
Der Tausendsassa Harry Peel hat reichlich Ärger am Hals. Die Verbrecherin Lu Tanere ist seine ärgste Gegenspielerin und hat sich überdies mit einem gefährlichen Angehörigen der Apachen, einer Pariser Verbrecherbande der Jahrhundertwende, namens „Schwarzer Henker“ gegen ihn verbündet. Zu allem Überfluss verfolgt ihn auch noch ein Detektiv namens Hudder. Mit viel Körpereinsatz und Gewitztheit kann Peel seine Gegner austricksen und schließlich überwältigen. Dabei entlarvt er einen Doppelgänger und klärt ganz nebenbei auch noch einen Banküberfall. 

## Produktionsnotizen
Der große Coup, Untertitel: Abenteuer eines Vielgesuchten, entstand Mitte 1919, passierte die Zensur im Oktober desselben Jahres und wurde am 21. November 1919 im Tauentzienpalast uraufgeführt. Je nach Zensurfassung besaß der Film fünf bzw. sechs Akte und war bis zu 2047 Metern (Originalfassung 1919) lang. In Österreich kam eine mit rund 1500 Metern Laufzeit (= etwa 73 Minuten Spieldauer) deutlich gekürzte Fassung in die Kinos.
Albert Korell schuf die Spezialbauten, Paul Thürnagel war Maskenbildner, Walter Zeiske Aufnahmeleiter.

## Kritik
Paimann’s Filmlisten resümierte: „Stoff, Spiel, Fotos und Szenerie sehr gut.“
Oskar Kalbus’ Vom Werden deutscher Filmkunst beschrieb 1935 das Prinzip Pielscher Filme wie folgt: „Schon in den Sensationsfilmen der Kriegszeit war Harry Piel der ‚Mann ohne Nerven‘. Er ist immer der alte geblieben, der seine Sensationen mit der ihm eigentümlichen Meisterung von Eleganz und Bravour ausführt. Es gehört in allen seinen Filmen zu seinem persönlichen Pech, daß ihm stets Verbrecher nachsetzten, oder aber er ist Befreier der verfolgten Unschuld. Das gefällt besonders den Frauen. Deshalb gehörte Harry Piel zu den populärsten Schauspielern der deutschen Leinwand in der Stummfilmzeit.“